# Stjärnorps kyrka

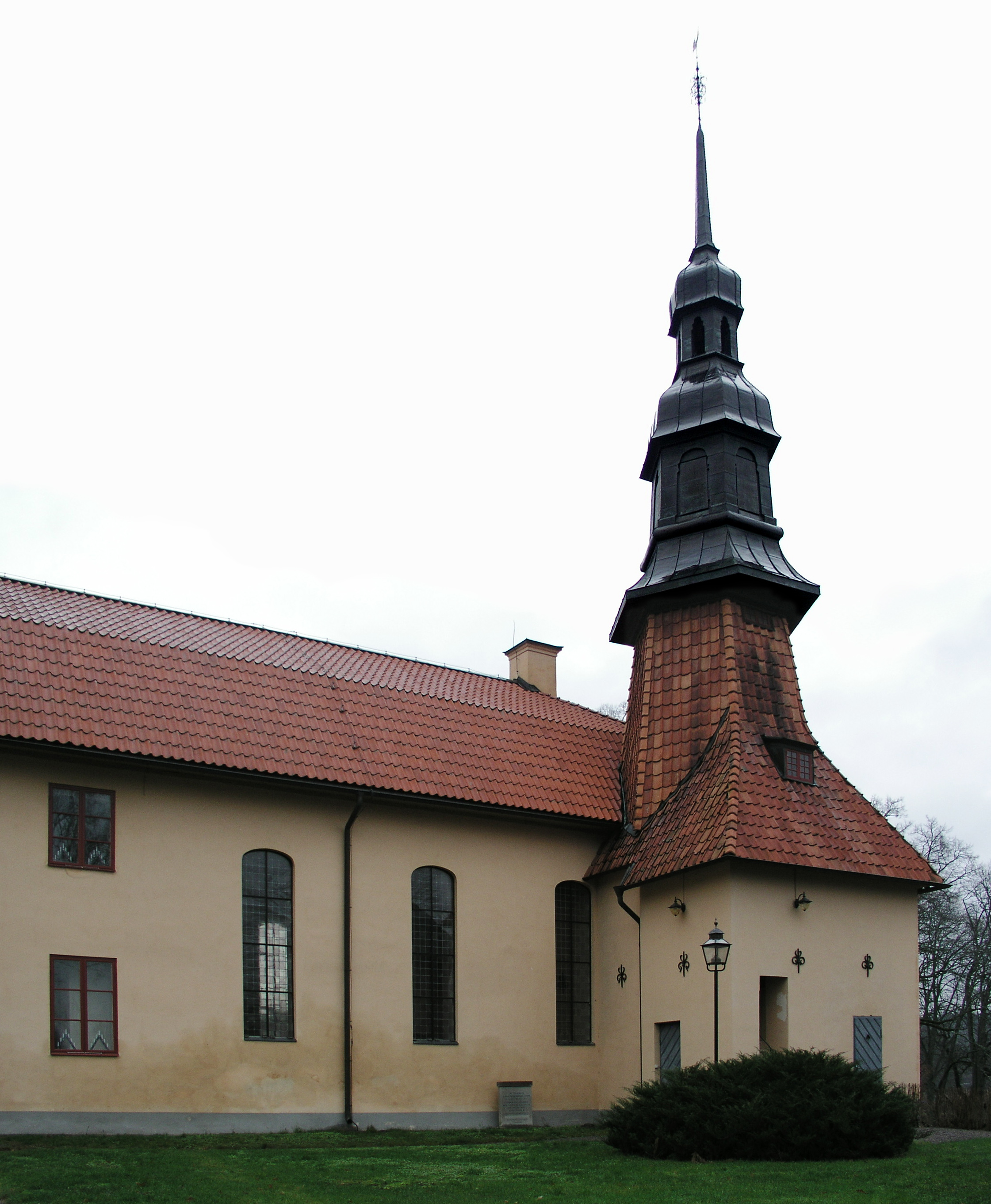
Stjärnorps kyrka från söder.

Stjärnorps kyrka är en kyrkobyggnad vid Stjärnorps slott i Linköpings stift. Den är församlingskyrka i Vreta klosters församling, ligger 6 kilometer nordost om samhället Berg och tillhörde tidigare Stjärnorps församling.

## Kyrkobyggnaden
Stjärnorps kyrka är inrymd i södra flygeln till Stjärnorps slott, uppfört 1658–1661. En svår brand förstörde slott och kapell 1789, men kapellet återställdes redan samma år. Kyrkan utgör östra delen av södra slottsflygeln. År 1810 blev kapellet församlingskyrka i Stjärnorps socken.
Kyrkorummet är enskeppigt, yttertaket är av mansardtyp. Det sidoställda tornet, med sin spira, söder om koret rymmer sakristian. År 1914 fick kyrkan jugendinteriör, ritad av Fredrik Falkenberg. Ivar Tengbom ledde en mindre restaurering 1950.

## Historik
När fältmarskalken Robert Douglas (1611-1662) uppförde Stjärnorps slott inrymdes ett kapell i slottets södra flygel. Kapellet fick också ett litet torn med klocka. Inne i kyrkan fanns bl.a. en altartavla, som visade Jesu instiftelse av nattvarden och hans korsfästelse. Det fanns också en predikstol överdragen med rött kläde, samt ett orgelpositiv.
Carl Fredric Broocman skriver i mitten av 1700-talet: "Thesförutan äro här 2 Flöjel-Stenhus af 2 wåningars högd, och är ett rum uti Södra Stenhuset med Altare, Prädikstol, Orgelwerk och Lectare inredt til Hoff-Kyrka, och mitt på taket ett wackert Torn med Tim-Klocka. Uti thenna så härliga inrättada Hoff-Kyrko har, med wederbörande Herr- och Presterskaps samtycke, then längst ifrån Sokne-Kyrkan i Skogsbygden boende Allmoge, Bönder och Torpare, frihet til at hålla och bewista sin ordenteliga Gudstjenst alla Sön- och Högtidsdagar året igenom."
Den 12 maj 1789 blev det mesta av detta, liksom slottet i övrigt, lågornas rov. Traktens folk var dock angelägna om att bygga upp kapellet så fort som möjligt och redan i oktober samma år kunde hospitalspredikanten Carl Petter Aschan förrätta invigning. Predikstolen var nu placerad ovanför altaret.
I kyrkans torn hänger två kyrkklockor, varav den stora klockan är gjuten år 1885 och den lilla klockan år 1790. 

## Inventarier
- Altartavlan, som visar den lidande Kristus på korset, är en kopia av en berömd målning av Diego Velázquez i Pradomuseet i Madrid. Målningen skänktes 1921 av generalmajor Robert Douglas.
- De båda korfönstren är försedda med glasmålningar signerade "Stockholms glasmåleri - Neumann & Vogel 1914". Till vänster ser man Mose med lagens tavlor: Med den osynlige för ögonen härdade han ut; till höger Johannes döparen med vandringsstav: Efter mig kommer den som är större än jag.

Inredningen i övrigt går i blått och guld:
- Till vänster tvenne korbänkar med bibeltexter: Den som tror på Sonen, han har evigt liv. resp. Älsken I mig, så hållen mina bud. I dessa brukade greven och hans familj sitta.
- Till höger, på epistelsidan, kyrkans predikstol.

## Orglar
Före branden fanns ett orgelpositiv i slottskapellet.
Kronologi:
- 1885: Orgelbyggare Carl Elfström, Ljungby, bygger en 8-stämmig orgel.
- 1941 ersätts denna av en 2-manualig, 12-stämmig, rörpneumatisk läktarorgel av E. A. Setterquist & son Eftr., Örebro.
- 1988: Orgelbyggare Mats Arvidsson, Stallarholmen levererar en orgel med 1 manual och självständig pedal, ljudande fasad, två kilbälgar i separat skåp och kanalsystem enligt klassicistiska principer. Trakturen har hängande mekanik med enarmiga svarta undertangenter och vita övertangenter. Projektering och gestaltning av Carl-Gustaf Lewenhaupt (f. 1947-).

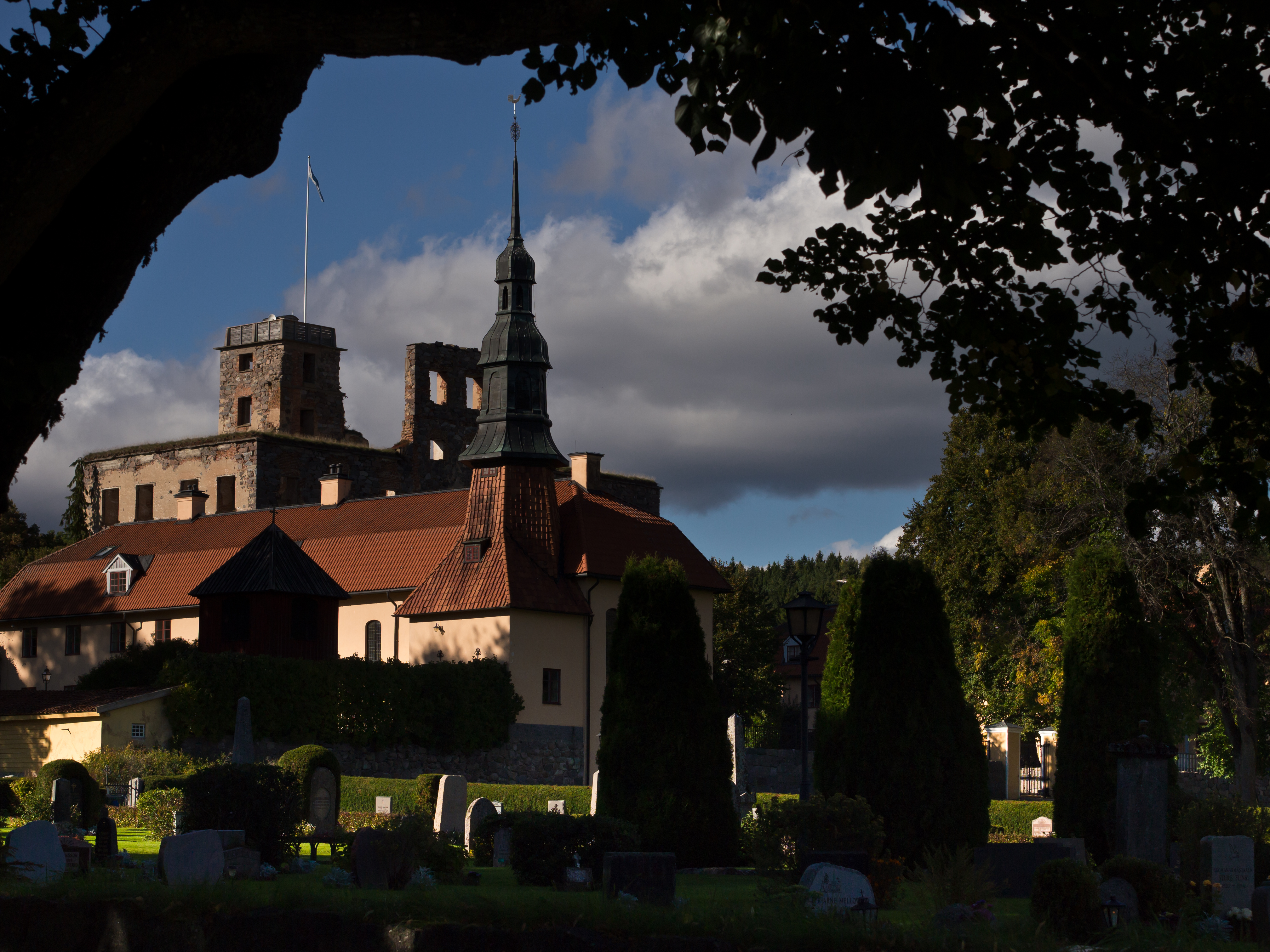

Disposition:
| Manual C-f³                | Pedal C-d¹   |
| Principal 8', B/D          | Subbas 16'   |
| Gedackt 8', B/D            | Octavbas 8'  |
| Flagflöjt 8', D            | Octava 4'    |
| Fugara 8'                  | Trumpet 8'   |
| Octava 4', B/D             |              |
| Rörflöjt 4'                |              |
| Qvinta 3' (eg. 2 2/3')     | Koppel       |
| Octava 2'                  | Manual/pedal |
| Scharf II-III, 1 1/3' + 1' |              |
| Fagott 8', B               |              |
| Vox humana 8', D           |              |
| Tremulant                  |              |